# Broadview-Pompano Park
Broadview-Pompano Park és una concentració de població designada pel cens dels Estats Units a l'estat de Florida. Segons el cens del 2000 tenia 5.314 habitants.

## Demografia
Segons el cens del 2000, Broadview-Pompano Park tenia 5.314 habitants, 1.558 habitatges, i 1.240 famílies. La densitat de població era de 3.477,5 habitants per km².
Dels 1.558 habitatges en un 48,7% hi vivien nens de menys de 18 anys, en un 54,3% hi vivien parelles casades, en un 16,7% dones solteres, i en un 20,4% no eren unitats familiars. En el 14,8% dels habitatges hi vivien persones soles el 3,6% de les quals corresponia a persones de 65 anys o més que vivien soles. El nombre mitjà de persones vivint en cada habitatge era de 3,41 i el nombre mitjà de persones que vivien en cada família era de 3,7.
Per edats la població es repartia de la següent manera: un 32,4% tenia menys de 18 anys, un 9,7% entre 18 i 24, un 33,2% entre 25 i 44, un 18,7% de 45 a 60 i un 5,9% 65 anys o més.
L'edat mediana era de 30 anys. Per cada 100 dones de 18 o més anys hi havia 104,6 homes.
La renda mediana per habitatge era de 34.867 $ i la renda mediana per família de 33.413 $. Els homes tenien una renda mediana de 24.335 $ mentre que les dones 24.153 $. La renda per capita de la població era de 12.252 $. Entorn de l'11,9% de les famílies i el 15,5% de la població estaven per davall del llindar de pobresa.

## Poblacions més properes
El següent diagrama mostra les poblacions més properes.